# Gongora superflua
Gongora superflua är en orkidéart som beskrevs av Heinrich Gustav Reichenbach. Gongora superflua ingår i släktet Gongora och familjen orkidéer.
Artens utbredningsområde är Ecuador. Inga underarter finns listade i Catalogue of Life.

## Bildgalleri

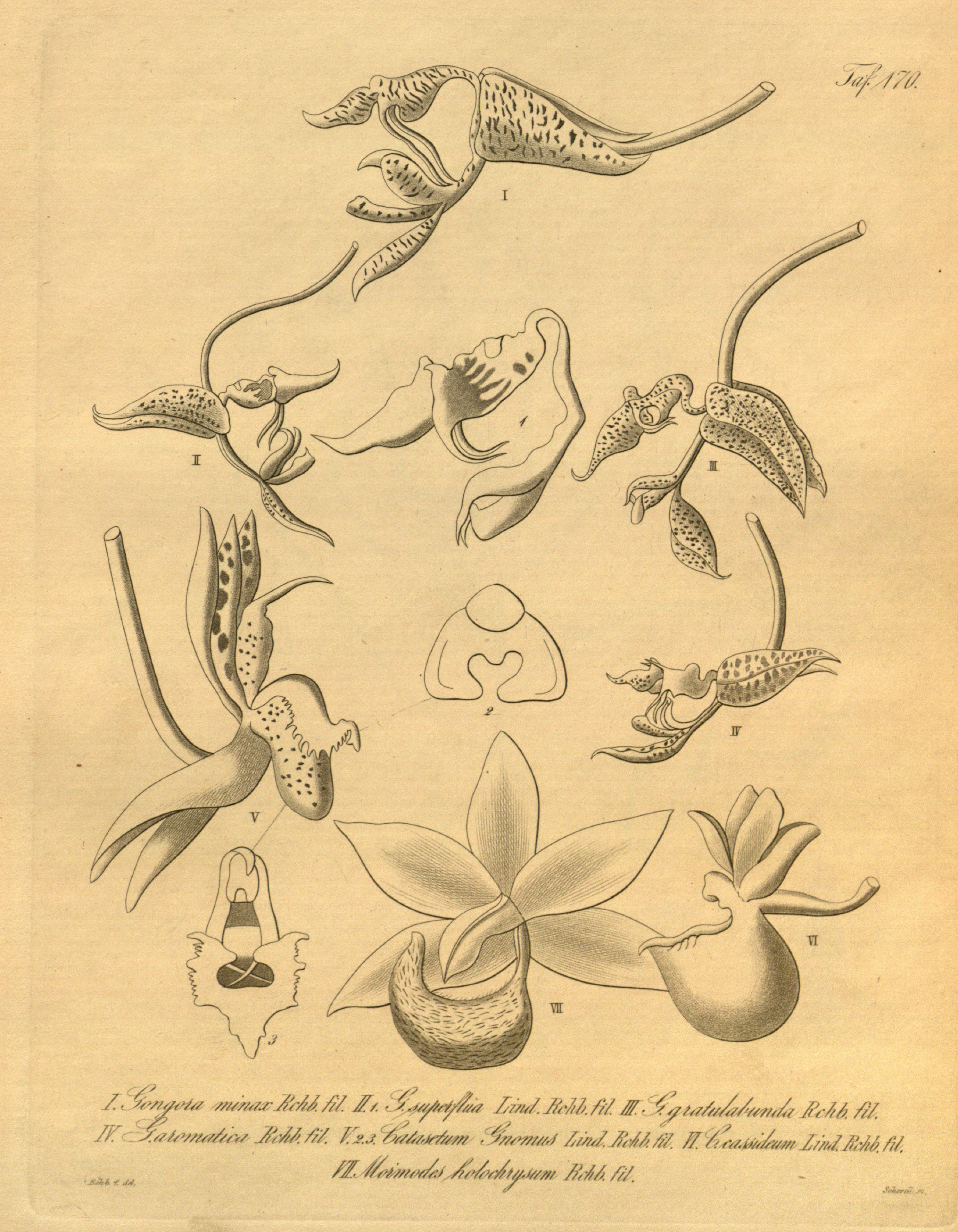